# Progetto SIGRI
Il progetto SIGRI (Sistema Integrato per la Gestione del Rischio Incendi) è un progetto finanziato dall'Agenzia Spaziale Italiana che ha l'obiettivo di monitorare eventuali disastri naturali tramite l'osservazione satellitare. L'area interessata dal progetto è quella mediterranea, specialmente in Francia, Grecia, Italia e Spagna, dove il rischio di incendi boschivi è particolarmente elevato. Attualmente il progetto si sviluppa anche nel sottoprogetto System for Fire Detection (SFIDE).
Il progetto è stato avviato nel novembre del 2008 e prevede la realizzazione di un sistema dimostrativo che attraverso il telerilevamento satellitare in combinazione con dati di natura diversa, sarà in grado di individuare incendi boschivi prevederne il comportamento durante tutto il loro ciclo di vita. Tra le attività che svolge si ricordano: pianificazione e gestione del territorio, rilevazione, gestione e monitoraggio dell'incendio, cartografia e stima del danno.